# Tee Hee Johnson
Tee Hee Johnson is een personage uit Ian Fleming's James Bond-roman Live and Let Die (1954) en de gelijknamige verfilming uit 1973 waarin hij werd vertolkt door de Amerikaanse acteur Julius Harris.

## Roman
Tee Hee Johnson werkt voor Mr. Big. Hij verschijnt wanneer James Bond gevangen wordt gehouden in Harlem omdat hij twee agenten volgde. Tijdens een ondervraging van Big breekt Tee Hee Bonds vinger op het laatste nippertje niet af. Tee Hee wordt vermoord wanneer Bond hem een slag op zijn knie, maag en hoofd kan geven, Thee Hee valt van de trap en plasjes bloed worden zichtbaar (vermoedelijk is hij overleden maar dat wordt niet verteld).

## Film
In de film werd alleen de naam Tee Hee van het personage weergegeven en hier was zijn rol een stuk groter. Tee Hee mist hier een arm, door een ongeluk met een alligator, daarom heeft hij een metalen arm met een schaar als hand.
Tee Hee verschijnt als eerst in Harlem waar Bond door Mr. Bigs handlanger gevangen wordt gehouden. Als Bigs vrouwelijke handlanger Solitaire voorspelt voor Tee Hee dat Bond gewapend is, knipt Tee Hee met zijn hand Bonds Walther PPK doormidden.
Bond: Funny how the least little thing amuses him.
Wanneer Bond opnieuw door Mr. Big ontvoerd wordt in New Orleans is Tee Hee aanwezig. Big blijkt in hun gesprek een en dezelfde te zijn als Dr. Kananga. Kananga stelt Solitaire een vraag die ze met haar kaarten moet voorspellen, bij het foute antwoord knipt Tee Hee Bonds pink af. Dit blijkt echter een vals dreigement te zijn en Tee Hee houdt Bonds pink eraan. Tee Hee slaat Bond vervolgens buiten westen en neemt hem mee naar een krokodillen- en alligatorfarm. Hij zorgt ervoor dat Bond in de val loopt en vast komt te zitten op een klein eilandje waar hij zo opgegeten kan worden door de krokodillen en alligators. Maar Bond weet te ontsnappen en een brand aan te steken in een gebouw tegenover de baai. Bond ontsnapt met een speedboot.
Wanneer Bond Kananga vermoord heeft vertrekt hij samen met Solitaire met de trein van New Orleans naar New York. Maar tijdens deze reis blijkt Tee Hee aan boord te zijn die nog een poging doet Bond te vermoorden. Terwijl Solitaire vast zit tussen een ingeklapt bed vechten Bond en Tee Hee. Bond knipt de als spieren dienende kabels van de mechanische arm door, zodat Tee Hee vast komt te zitten aan de rand van een open raam. Vervolgens gooit Bond hem uit de trein, waarbij hij zijn metalen arm verliest.